# Freie Wähler
Freie Wähler (abreviado FW), Electores Libres o Votantes Libres en español, es un tipo de asociación de votantes que se presentan a elecciones municipales y regionales sin tener el estatus de partido político. Sus programas son heterogéneos, basados sobre todo en reivindicaciones locales. 
Estas asociaciones de electores son especialmente activas en las zonas rurales alemanas, mientras que su peso político va disminuyendo en ciudades de mayor tamaño, cuyo panorama político sigue dominado por los partidos tradicionales. Si bien todas estas asociaciones electorales (conocidas en Alemania como Wählergruppe, traducible literalmente como agrupación de electores) no ostentan la calidad de partido, todas ellas se agruparon en un partido político federal llamado Freien Wähler, el cual fue reconocido oficialmente como partido el 24 de enero de 2009.
Los Freie Wähler son especialmente fuertes en Baden-Württemberg, donde ostentan el 44% de todos los ediles municipales, y en Baviera, donde en 2008 entraron en el parlamento regional con el 10,2% de los votos y 21 diputados de los 187 que dispone la cámara, convirtiéndose así en la tercera fuerza en el parlamento bávaro tras la CSU y SPD. En las elecciones de Baviera de 2013 experimentaron pérdidas electorales pero mantuvieron su representación parlamentaria, además de su posición como tercera fuerza política. Dicha posición fue mantenida en las elecciones estatales de Baviera de 2018, donde obtuvieron un 11,6% de los votos y 27 escaños. Tras este resultado, los FW pasaron a ser miembros del gobierno de Baviera como socios minoritarios de la CSU. En este estado federado están oficialmente representados como partido político (Freien Wähler) y no como organización. En el gobierno de Baviera, los FW asumieron las carteras ministeriales de Economía, Interior, Vivienda, Educación y Medio Ambiente. Su líder Hubert Aiwanger asumió además como Vice primer ministro.
El éxito en las elecciones bávaras fue en gran medida favorecida por la presencia en las listas de Gabriele Pauli, una exmiembro de la Unión Social Cristiana de Baviera (CSU), partido hegemónico de la política bávara, así como el desgaste sufrido por la CSU después de sesenta años de gobierno regional.
Los Freie Wähler también están representados en el Landtag de Brandeburgo, con 5 escaños, bajo el nombre de Movimientos Cívicos Unidos de Brandeburgo/Votantes Libres (BVB/Freie Wähler). Sin embargo, en este parlamento no están representados como partido, sino que como una de las organizaciones electorales que componen a los Freien Wähler. Los FW contaron además con cuatro escaños en el Parlamento Regional de Mecklemburgo-Pomerania Occidental luego de la integración de la agrupación política Bürger für Mecklenburg-Vorpommern en noviembre de 2018. No obstante, estos diputados  acabaron abandonado la formación al año siguiente. En enero de 2020, un diputado del Parlamento Regional de Sajonia-Anhalt se unió a la formación, tras haber pertenecido previamente a la CDU. En 2021, un diputado de la Cámara de Diputados de Berlín se unió al partido, tras haber pertenecido previamente al FDP. En las elecciones estatales de Renania-Palatinado de 2021, los FW obtuvieron 6 escaños en el Parlamento Regional de Renania-Palatinado.
En las elecciones federales de 2013, participaron por primera vez como el partido Freien Wähler, obteniendo el 1.0%. Anteriormente, habían participado en elecciones federales pero en calidad de asociación electoral.
Tras las Elecciones al Parlamento Europeo de 2014 contaron con una representante en el Parlamento Europeo, Ulrike Müller, como parte de la Alianza de Liberales y Demócratas por Europa. En el europarlamento también se encuentran representados en calidad de partido político. En 2017 el eurodiputado del Familien-Partei Arne Gericke se unió a los FW, manteniéndose no obstante en su grupo parlamentario original, los Conservadores y Reformistas Europeos. Sin embargo, Gericke abandonó los FW poco después y se unió a Alianza C - Cristianos para Alemania.
En octubre de 2015, el partido se unió al Partido Demócrata Europeo.
En las elecciones federales de 2017 volvieron a obtener el 1.0%.
En las elecciones al Parlamento Europeo de 2019 los Freie Wähler obtuvieron un 2.2% de los votos y dos eurodiputados, como parte del grupo Renovar Europa.
En las elecciones federales de 2021, los FW obtuvieron un 2,4% de los votos. Si bien esto representó un importante aumento en su votación, el partido no logró ingresar al Bundestag. 
Los Votantes Libres son un partido conservador, apoyando la devolución de más poder al nivel local. El partido se opone a las políticas financieras de la Unión Europea.
Ideológicamente, en el espectro político, algunas fuentes lo han descrito como entre el Partido Democrático Libre y el Partido de los Cristianos Respetuosos de la Biblia, y otras entre la Unión Social Cristiana y la Alternativa para Alemania (AfD).  Europe Elects lo describió como centrista. Político ha descrito al partido como conservador, de derecha y populista, señalando las similitudes entre su retórica y las declaraciones de la AfD.

## Resultados electorales

### Elecciones federales
| Año  | # de votos directos | % de votos por lista | # de votos por lista | % de votos por lista | Escaños | Resultado          |
| ---- | ------------------- | -------------------- | -------------------- | -------------------- | ------- | ------------------ |
| 2009 |                     |                      | 11.243 (#21)         | 0,0                  | 0/622   | Extraparlamentario |
| 2013 | 431.640 (#9)        | 1,0                  | 423.977 (#9)         | 1,0                  | 0/631   | Extraparlamentario |
| 2017 | 589.056 (#7)        | 1,3                  | 463.292 (#7)         | 1,0                  | 0/709   | Extraparlamentario |
| 2021 | 1.334.739 (#7)      | 2,9                  | 1.127.784 (#7)       | 2,4                  | 0/736   | Extraparlamentario |

### Elecciones regionales
| Parlamento Regional               | Última elección | Votos     | %         | Escaños | +/– | Estatus            |
| --------------------------------- | --------------- | --------- | --------- | ------- | --- | ------------------ |
| Baden-Württemberg                 | 2021            | 146.259   | 3,0 (#7)  | 0/154   | 0   | Extraparlamentario |
| Baviera                           | 2023            | 1.085.812 | 15,8 (#2) | 37/203  | 10  | Coalición con CSU  |
| Berlín                            | 2023            | 3.923     | 0,3 (#16) | 0/159   |     | Extraparlamentario |
| Hamburgo                          | 2020            | 25.023    | 0,6 (#11) | 0/123   |     | Extraparlamentario |
| Hesse                             | 2023            | 98.283    | 3,5 (#6)  | 0/133   |     | Extraparlamentario |
| Baja Sajonia                      | 2022            | 30.453    | 0,8 (#10) | 0/146   |     | Extraparlamentario |
| Mecklemburgo-Pomerania Occidental | 2021            | 10.075    | 1,1 (#9)  | 0/79    |     | Extraparlamentario |
| Renania del Norte-Westfalia       | 2022            | 49.985    | 0,7 (#10) | 0/195   |     | Extraparlamentario |
| Renania-Palatinado                | 2021            | 103.619   | 5,36 (#6) | 6/101   | 6   | Oposición          |
| Sarre                             | 2022            | 7.636     | 1,69 (#8) | 0/51    |     | Extraparlamentario |
| Sajonia                           | 2019            | 72.897    | 3,4 (#7)  | 0/119   |     | Extraparlamentario |
| Sajonia-Anhalt                    | 2021            | 33.291    | 3,1 (#7)  | 0/97    |     | Extraparlamentario |
| Schleswig-Holstein                | 2022            | 8.190     | 0,6 (#11) | 0/69    |     | Extraparlamentario |

## Enlaces
- FW Deutschland – Web de los Freie Wähler